# Defua-Ratte
Die Defua-Ratte (Dephomys defua) ist ein westafrikanisches Nagetier in der Unterfamilie der Altweltmäuse. Gelegentlich wird die Liberianische Defua-Ratte (Dephomys eburnea), die einen diploiden Chromosomensatz von 2n=42 hat, als Unterart oder Synonym der Defua-Ratte geführt. Bei anderen Populationen kommen die diploiden Chromosomensätze 2n=44 und 2n=54 vor.

## Merkmale
Die Art ist mit einer Kopf-Rumpf-Länge von 109 bis 137 mm, einer Schwanzlänge von 176 bis 210 mm und mit einem Gewicht von 41 bis 53 g ein mittelgroßes rattenähnliches Tier. Die Hinterfüße sind 24 bis 29 mm lang und die Ohren sind mit 15 bis 22 mm eher kurz. Das leicht borstige Fell der Oberseite besteht vorwiegend aus Haaren, die an der Wurzel dunkelgrau und im weiteren Verlauf rotbraun sind. Bei einigen Exemplaren sind die Grundhaare am Hinterteil mehr orangebraun. Zusätzlich sind im hinteren Bereich gänzlich schwarze Deckhaare eingestreut. Unterseits ist das Fell hellgrau bis weiß mit dunkler Haarbasis. Das Gesicht ist durch lange dunkle Vibrissen gekennzeichnet.
An den Vorderpfoten fehlt der Daumen und die anderen Finger sind mit kurzen Krallen ausgerüstet. Der erste und der fünfte Zeh am Hinterfuß ist klein. Obwohl der lange Schwanz mit kleinen Schuppen und Borsten besetzt ist, sieht er eher nackt aus. Die Frontzähne besitzen keine Kerben. Die vier Zitzen der Weibchen befinden sich im Leistenbereich.

## Verbreitung
Das Verbreitungsgebiet reicht von Sierra Leone und dem südlichen Guinea bis nach Ghana. Die Defua-Ratte lebt in Regenwäldern und in waldbedeckten Sümpfen.

## Lebensweise
Die nachtaktiven Individuen halten sich meist am Boden und zeitweilig in Bäumen auf. Sie ernähren sich von verschiedenen Pflanzenteilen und Insekten, meiden jedoch Regenwürmer und Nacktschnecken. Das Fortpflanzungsverhalten ist fast unbekannt. Ein trächtiges Weibchen wurde im November und ein weiteres Weibchen mit zwei Embryos zu einem nicht notierten Zeitpunkt dokumentiert. Andere Weibchen hatten im Februar milchführende Zitzen.

## Bedrohung
Regional können sich Waldrodungen negativ auswirken. Die Defua-Ratte kann sich an moderate Landschaftsveränderungen anpassen und die Gesamtpopulation wird als groß eingeschätzt. Die IUCN listet die Art als „nicht gefährdet“ (least concern).